# Bluff (cratera)
Bluff é uma cratera marciana. Tem como característica 6.6 quilômetros de diâmetro. Deve o seu nome a Bluff, uma localidade na Nova Zelândia.